# Pouce Coupé River
Der Pouce Coupé River, alternative Schreibweise: Pouce Coupe River, ist ein etwa 203 km langer rechter Nebenfluss des Peace River in den kanadischen Provinzen Alberta und British Columbia.

## Flusslauf
Der Pouce Coupé River entspringt im Saddle Hills County in Alberta. Er fließt anfangs in westlicher Richtung, überquert die Provinzgrenze nach British Columbia und wendet sich dort nach Norden. Er passiert bei Flusskilometer 91 den am linken Flussufer gelegenen Ort Pouce Coupe, nimmt 5 km östlich von Dawson Creek den gleichnamigen Fluss von links auf, wird bei Flusskilometer 85 vom British Columbia Highway 49 überquert und fließt in nordnordöstlicher Richtung wieder nach Alberta. Die Rolla Canyon Ecological Reserve befindet sich bei Flusskilometer 55 in British Columbia unmittelbar oberhalb dem Übergang von British Columbia nach Alberta. Innerhalb Albertas fließt der Pouce Coupé River im Unterlauf noch 53 km, bis er schließlich etwa 5 km östlich der Provinzgrenze in den Peace River mündet. Am Unterlauf befindet sich der Dunvegan West Wildland Provincial Park.

## Hydrologie
Am Abflusspegel 07FD007 bei Flusskilometer 58, unterhalb der Einmündung des Henderson Creek sowie 5 km oberhalb dem Übergang von British Columbia nach Alberta, beträgt der mittlere Abfluss (MQ) 7,25 m³/s. Der höchste monatliche mittlere Abfluss tritt im Mai auf und liegt bei 22,9 m³/s.